# Chinattus caucasicus
Chinattus caucasicus là một loài nhện trong họ Salticidae.
Loài này thuộc chi Chinattus. Chinattus caucasicus được Dmitri Viktorovich Logunov miêu tả năm 1999.